# Лебёф, Франк
Франк Лебёф (фр. Frank Lebœuf; род. 22 января 1968 года, близ Марселя, Буш-дю-Рон) — французский футболист, чемпион мира и Европы, а с недавнего времени — актёр театра и кино.

## Карьера

### Клубная
Уже в 16 лет Лебёф играл за клубы низших французских дивизионов. В 1988 году он перешёл в «Лаваль». В этом клубе Лебёф сыграл 69 матчей, в которых показал хорошую, для защитника, результативность, забив 10 мячей. Следующим клубом Лебёфа стал «Страсбур», за который он провёл 5 сезонов и успел стать капитаном и одним из лидеров клуба.
В 1996 году Лебёф покинул Францию и отправился в «Челси», где и прошёл наиболее удачный отрезок его карьеры. В составе «пенсионеров» он выиграл два Кубка Англии, Кубок Лиги и Кубок обладателей кубков. Всего за «Челси» Лебёф провёл 144 матча и забил в них 17 мячей, большинство из которых провёл с пенальти.
В 2001 году Франк вернулся во Францию, в родной для него «Марсель», но из-за постоянных конфликтов с тренерским штабом Лебёф не получил твёрдого места в основе. В 2003 году, уже на закате своей карьеры, он уехал в Катар, где играл за 2 местных клуба — «Аль-Садд» и «Аль-Вакра», где и завершил карьеру

### Сборная
Международная карьера Лебёфа сложилась очень удачно. Со сборной Франции он выиграл все возможные турниры — Чемпионат мира в 1998 году, Чемпионат Европы в 2000 и Кубок конфедераций в 2001. Помимо этого Лебёф выступал на Евро 1996 и ЧМ 2002. Всего за сборную Лебёф провел 50 матчей и забил 5 мячей.

## Достижения
Командные
«Страсбур»
- Обладатель Кубка Интертото: 1995

«Челси»
- Обладатель Кубка Англии (2): 1997, 2000
- Обладатель Кубка Футбольной лиги: 1998
- Обладатель Суперкубка Англии: 2000
- Обладатель Кубка обладателей кубков УЕФА: 1998
- Обладатель Суперкубка УЕФА: 1998

«Аль-Садд»
- Чемпион Катара: 2003/04

«Аль-Вакра»
- Обладатель Кубка шейха Яссима: 2005

Сборная Франции
- Чемпион мира: 1998
- Чемпион Европы: 2000
- Обладатель Кубка конфедераций: 2001